# Shorttrack-Weltmeisterschaften 2004
Die Shorttrack-Weltmeisterschaften 2004 fanden vom 19. bis 21. März 2004 in Göteborg statt. Die Titelkämpfe wurden damit erstmals in Schweden ausgetragen. Ausrichter war die Internationale Eislaufunion (ISU).
Insgesamt wurden zwölf Wettbewerbe ausgetragen. Es gab, jeweils für Frauen und Männer, einen Mehrkampf sowie Einzelrennen über 500, 1000 und 1500 Meter. Die acht in der Mehrkampfwertung am besten platzierten Läufer nach diesen drei Strecken traten außerdem über 3000 Meter an. Zusätzlich gab es Staffelwettbewerbe, bei den Frauen über 3000 Meter und bei den Männern über 5000 Meter.
In den Mehrkampf flossen die erzielten Ergebnisse über die vier Einzelstrecken ein. Der Erstplatzierte in einem Einzelrennen bekam 34 Punkte, der Zweite 21, der Dritte 13, der Vierte acht, der Fünfte fünf, der Sechste drei, der Siebte zwei und der Achte einen. Allerdings wurden nur Punkte vergeben, wenn der Läufer das Finale erreichte. Bei einer Disqualifikation wurden keine Punkte zuerkannt. Die Addition der erzielten Punkte eines Läufers ergab das Endklassement im Mehrkampf.
Die südkoreanischen Athleten dominierten einmal mehr die Titelkämpfe. Choi Eun-kyung und Ahn Hyun-soo gewannen jeweils fünf Titel. Wang Meng errang die einzige Goldmedaille, die nicht an Südkorea ging. Das kanadische Team zog am letzten Wettkampftag nach schweren Stürzen von Alanna Kraus und Jonathan Guilmette alle Athleten zurück und verzichtete auf die Teilnahme an den Staffelfinals, so dass diese mit jeweils nur drei Staffeln absolviert wurden.

## Teilnehmende Nationen
Insgesamt nahmen an der Weltmeisterschaft 33 Länder mit insgesamt 138 Athleten, 60 Frauen und 78 Männer, teil.
| Teilnehmende Nationen (Frauen/Männer) | Teilnehmende Nationen (Frauen/Männer)                                                                               | Teilnehmende Nationen (Frauen/Männer)                                                                                    | Teilnehmende Nationen (Frauen/Männer)                                                                                            | Teilnehmende Nationen (Frauen/Männer) |
| --- | --- | --- | --- | ------------------------------------- |
| Australien (0/1) Belgien (0/2) Volksrepublik China (5/5) Chinesisch Taipeh (2/2) Deutschland (5/2) Frankreich (1/5) Großbritannien (2/5) Hongkong (1/0) | Israel (2/1) Italien (5/5) Japan (5/5) Kanada (5/5) Kasachstan (0/2) Kroatien (0/1) Lettland (2/1) Neuseeland (0/2) | Niederlande (2/2) Norwegen (0/1) Polen (0/2) Österreich (1/0) Rumänien (0/1) Russland (5/5) Schweden (0/1) Schweiz (0/2) | Serbien und Montenegro (1/1) Slowakei (0/2) Slowenien (1/0) Südkorea (5/5) Tschechien (1/1) Ukraine (1/2) Ungarn (2/2) USA (5/5) | Belarus (1/2)                         |

## Zeitplan
Der Zeitplan war parallel für Frauen und Männer wie folgt gestaltet.
Freitag, 19. März 2004
- 1500 m: Vorlauf, Halbfinale, Finale
- Staffel: Halbfinale (Frauen)

Samstag, 20. März 2004
- 500 m: Vorlauf, Viertelfinale, Halbfinale, Finale
- Staffel: Halbfinale (Männer)

Sonntag, 21. März 2004
- 1000 m: Vorlauf, Halbfinale, Finale
- 3000 m: Superfinale
- Staffel: Finale

## Ergebnisse

### Frauen

#### Mehrkampf
- In den Spalten 1500, 500, 1000 und 3000 m ist erst angegeben, welche Platzierung der Athlet erreichte, dahinter in Klammern, wie viele Punkte er dafür erhielt.

| Rang | Name                | Punkte | 500 m   | 1000 m | 1500 m | 3000 m  |
| ---- | ------------------- | ------ | ------- | ------ | ------ | ------- |
| 1.   | Choi Eun-kyung      | 84     | 3 (13)  | 1 (34) | 1 (34) | 6 (3)   |
| 2.   | Wang Meng           | 60     | 1 (34)  | 19 (0) | 2 (21) | 5 (5)   |
| 3.   | Byun Chun-sa        | 55     | 5 (0)   | 2 (21) | 7 (0)  | 1 (34)  |
| 4.   | Fu Tianyu           | 42     | 4 (0)   | 3 (13) | 4 (8)  | 2 (21)  |
| 5.   | Marta Capurso       | 37     | 2 (21)  | 8 (0)  | 6 (3)  | 3 (13)  |
| 6.   | Yuka Kamino         | 13     | 12 (0)  | 10 (0) | 5 (5)  | 4 (8)   |
| 7.   | Alanna Kraus        | 13     | 7 (0)   | 20 (0) | 3 (13) | DNS (0) |
| 8.   | Amélie Goulet-Nadon | 8      | DNF (0) | 4 (8)  | 18 (0) | DNS (0) |

#### 500 Meter
| Rang | Name           | Zeit            |
| ---- | -------------- | --------------- |
| 1.   | Wang Meng      | 45,332 s        |
| 2.   | Marta Capurso  | 45,482 s        |
| 3.   | Choi Eun-kyung | 45,516 s        |
| 4.   | Fu Tianyu      | disqualifiziert |
| 5.   | Byun Chun-sa   | 45,550 s        |
| 6.   | Cheng Xiaolei  | 46,034 s        |
| 7.   | Alanna Kraus   | 45,869 s        |
| 8.   | Yvonne Kunze   | 46,167 s        |

Datum: 20. März 2004
Rang 1–4 im Finale, Rang 5–8 im Halbfinale.

#### 1000 Meter
| Rang | Name                | Zeit            |
| ---- | ------------------- | --------------- |
| 1.   | Choi Eun-kyung      | 1:34,724 min    |
| 2.   | Byun Chun-sa        | 1:34,806 min    |
| 3.   | Fu Tianyu           | 1:35,033 min    |
| 4.   | Amélie Goulet-Nadon | 1:38,470 min    |
| 5.   | Cheng Xiaolei       | 1:33,247 min    |
| 6.   | Céline Lecompère    | 1:35,888 min    |
| 7.   | Yvonne Kunze        | 1:35,915 min    |
| 8.   | Marta Capurso       | disqualifiziert |

Datum: 21. März 2004
Rang 1–4 im Finale, Rang 5–8 im Halbfinale.

#### 1500 Meter
| Rang | Name           | Zeit            |
| ---- | -------------- | --------------- |
| 1.   | Choi Eun-kyung | 2:28,048 min    |
| 2.   | Wang Meng      | 2:28,299 min    |
| 3.   | Alanna Kraus   | 2:29,573 min    |
| 4.   | Fu Tianyu      | 2:29,821 min    |
| 5.   | Yuka Kamino    | 2:29,919 min    |
| 6.   | Marta Capurso  | 2:31,046 min    |
| 7.   | Byun Chun-sa   | disqualifiziert |

Datum: 19. März 2004
Rang 1–7 im Finale.

#### 3000 Meter Superfinale
| Rang | Name                | Zeit           |
| ---- | ------------------- | -------------- |
| 1.   | Byun Chun-sa        | 5:58,035 min   |
| 2.   | Fu Tianyu           | 5:58,344 min   |
| 3.   | Marta Capurso       | 5:58,448 min   |
| 4.   | Yuka Kamino         | 5:59,350 min   |
| 5.   | Wang Meng           | 6:08,363 min   |
| 6.   | Choi Eun-kyung      | 6:18,362 min   |
|      | Alanna Kraus        | nicht am Start |
|      | Amélie Goulet-Nadon | nicht am Start |

Datum: 21. März 2004
Superfinale der acht besten Mehrkämpferinnen nach drei Strecken.

#### 3000 Meter Staffel
| Rang | Name                                                                      | Zeit            |
| ---- | ------------------------------------------------------------------------- | --------------- |
| 1.   | SüdkoreaByun Chun-sa Choi Eun-kyung Ko Gi-hyun Kim Min-jee                | 4:20,985 min    |
| 2.   | Volksrepublik ChinaCheng Xiaolei Wang Meng Fu Tianyu Liu Xiao Ying        | 4:21,112 min    |
| DSQ  | ItalienCatia Borrello Marta Capurso Mara Zini Katia Zini                  | disqualifiziert |
| DNS  | KanadaTania Vicent Anouk Leblanc-Boucher Alanna Kraus Amélie Goulet-Nadon | nicht am Start  |

Datum: 19. bis 21. März 2004
3 Staffeln im Finale, nachdem das kanadische Quartett nicht startete.

### Männer

#### Mehrkampf
- In den Spalten 1500, 500, 1000 und 3000 m ist erst angegeben, welche Platzierung der Athlet erreichte, dahinter in Klammern, wie viele Punkte er dafür erhielt.

| Rang | Name               | Punkte | 500 m  | 1000 m | 1500 m | 3000 m  |
| ---- | ------------------ | ------ | ------ | ------ | ------ | ------- |
| 1.   | Ahn Hyun-soo       | 102    | 4 (0)  | 1 (34) | 1 (34) | 1 (34)  |
| 2.   | Song Suk-woo       | 68     | 1 (34) | 16 (0) | 3 (13) | 2 (21)  |
| 3.   | Li Jiajun          | 29     | 5 (0)  | 2 (21) | 6 (0)  | 4 (8)   |
| 4.   | Li Ye              | 26     | 3 (13) | 20 (0) | 8 (0)  | 3 (13)  |
| 5.   | Li Haonan          | 26     | 2 (21) | 9 (0)  | 15 (0) | 5 (5)   |
| 6.   | Jonathan Guilmette | 21     | 6 (0)  | 5 (0)  | 2 (21) | DNS (0) |
| 7.   | Fabio Carta        | 13     | 16 (0) | 3 (13) | 18 (0) | DSQ (0) |
| 8.   | Steve Robillard    | 5      | 33 (0) | 6 (0)  | 5 (5)  | DNS (0) |

#### 500 Meter
| Rang | Name                  | Zeit            |
| ---- | --------------------- | --------------- |
| 1.   | Song Suk-woo          | 42,599 s        |
| 2.   | Li Haonan             | 42,667 s        |
| 3.   | Li Ye                 | 43,420 s        |
| 4.   | Ahn Hyun-soo          | disqualifiziert |
| 5.   | Li Jiajun             | 43,255 s        |
| 6.   | Jonathan Guilmette    | 43,401 s        |
| 7.   | Jean-François Monette | disqualifiziert |
| 8.   | Lee Seung-jae         | disqualifiziert |

Datum: 20. März 2004
Rang 1–4 im Finale, Rang 5–8 im Halbfinale.

#### 1000 Meter
| Rang | Name                  | Zeit                 |
| ---- | --------------------- | -------------------- |
| 1.   | Ahn Hyun-soo          | 1:26,813 min         |
| 2.   | Li Jiajun             | 1:27,162 min         |
| 3.   | Fabio Carta           | 1:28,002 min         |
| 4.   | Lee Seung-jae         | disqualifiziert      |
| 5.   | Jonathan Guilmette    | Rennen nicht beendet |
| 6.   | Steve Robillard       | 1:27,075 min         |
| 7.   | Jean-François Monette | 1:27,558 min         |
| 8.   | Apolo Anton Ohno      | disqualifiziert      |

Datum: 21. März 2004
Rang 1–5 im Finale, Rang 6–8 im Halbfinale.

#### 1500 Meter
| Rang | Name               | Zeit            |
| ---- | ------------------ | --------------- |
| 1.   | Ahn Hyun-soo       | 2:16,376 min    |
| 2.   | Jonathan Guilmette | 2:16,418 min    |
| 3.   | Song Suk-woo       | 2:16,657 min    |
| 4.   | Lee Seung-jae      | 2:16,837 min    |
| 5.   | Steve Robillard    | 2:16,983 min    |
| 6.   | Li Jiajun          | disqualifiziert |

Datum: 19. März 2004
Rang 1–6 im Finale.

#### 3000 Meter Superfinale
| Rang | Name               | Zeit            |
| ---- | ------------------ | --------------- |
| 1.   | Ahn Hyun-soo       | 5:03,670 min    |
| 2.   | Song Suk-woo       | 5:09,807 min    |
| 3.   | Li Ye              | 5:10,089 min    |
| 4.   | Li Jiajun          | 5:10,274 min    |
| 5.   | Li Haonan          | 5:19,962 min    |
|      | Steve Robillard    | nicht am Start  |
|      | Jonathan Guilmette | nicht am Start  |
|      | Fabio Carta        | disqualifiziert |

Datum: 21. März 2004
Superfinale der acht besten Mehrkämpfer nach drei Strecken.

#### 5000 Meter Staffel
| Rang | Name                                                                         | Zeit           |
| ---- | ---------------------------------------------------------------------------- | -------------- |
| 1.   | SüdkoreaSong Suk-woo Ahn Hyun-soo Cho Nam-kyu Kim Hyun-kon                   | 6:48,133 min   |
| 2.   | Volksrepublik ChinaSui Baoku Li Jiajun Li Ye Li Haonan                       | 6:49,232 min   |
| 3.   | ItalienFabio Carta Roberto Serra Nicola Rodigari Nicola Franceschina         | 6:49,563 min   |
| DNS  | KanadaCharles Hamelin Steve Robillard Jean-François Monette Mathieu Turcotte | nicht am Start |

Datum: 20. bis 21. März 2004
3 Staffeln im Finale, nachdem das kanadische Quartett nicht startete.

## Medaillenspiegel
| Rang   | Nation              | Gold | Silber | Bronze | Gesamt |
| ------ | ------------------- | ---- | ------ | ------ | ------ |
| 1      | Südkorea            | 11   | 3      | 3      | 17     |
| 2      | Volksrepublik China | 1    | 7      | 4      | 12     |
| 3      | Italien             | –    | 1      | 3      | 4      |
| 4      | Kanada              | –    | 1      | 1      | 2      |
| Gesamt | Gesamt              | 12   | 12     | 11     | 35     |